# Samuli Samuelsson
Pour les articles homonymes, voir Samuelsson.
Samuli Kalevi Samuelsson (né le 23 juillet 1995 à Ikaalinen) est un athlète finlandais, spécialiste du sprint.
En 2017, il porte son record sur 100 m à 10 s 32, avant de remporter la médaille de bronze du relais 4 x 100 m, lors des Championnats d'Europe espoirs 2017 à Bydgoszcz. Il termine 4e de la finale du 100 m, en 10 s 36, derrière Jonathan Quarcoo.
En 2022 il bat de cinq centièmes le record de Finlande, qui appartenait à Tommi Hartonen en 10 s 21.
En 2023 il égale son propre record à Espoo, avant de le porter à 10 s 12 une semaine plus tard à Kuortane.